# Urtica lobata
Urtica lobata är en nässelväxtart som beskrevs av Ernst Meyer och Carl Ludwig von Blume. Urtica lobata ingår i släktet nässlor, och familjen nässelväxter. Inga underarter finns listade i Catalogue of Life.